# V di Cramer
In statistica, la V di Cramer è un indice utilizzato per misurare il grado di associazione tra due variabili nominali il cui il risultato è un valore reale nell'intervallo {\displaystyle [0,1].} Si basa sul test del chi quadrato ed è stata pubblicata da Harald Cramér nel 1946.
La V di Cramer, nel caso di una tabella di contingenza {\displaystyle k\times r,} viene calcolata utilizzando la seguente formula:
{\displaystyle V={\sqrt {\frac {\chi ^{2}}{\min(k-1,r-1)n}}},}
dove:
- {\displaystyle \chi ^{2}} è il chi quadrato;
- {\displaystyle n} è il numero totale di osservazioni;
- {\displaystyle k} è il numero di colonne;
- {\displaystyle r} è il numero di righe.

Più il valore della V di Cramer è elevato, maggiore è la forza dell'associazione tra le variabili. In ragione di ciò, essa viene utilizzata come un indice di valutazione della dimensione dell'effetto (effect size) affiancandosi in modo complementare, quindi, all'esito ottenuto tramite il test chi quadrato di Pearson in quanto quest'ultimo, in caso di non accettazione dell'ipotesi nulla, non è in grado di fornire alcun esito relativo alla forza dell'associazione. Poiché la statistica del chi quadrato è sensibile all'ampiezza campionaria, infatti, è possibile ottenere valori di chi quadrato molto elevati, nel caso di un elevato numero di osservazioni, a fronte di una dimensione dell'effetto assai bassa.

Un valore della V di Cramer pari a zero indica una totale mancanza di associazione mentre, al contrario, un valore di 1 indica un'associazione completa. Orientativamente, si può dire che se se il valore ottenuto della V di Cramer è compreso tra 0 e 0,3 si ha una bassa associazione, da 0,3 a 0,6 si ha una buona associazione, da 0,6 a 1 si ha un'ottima associazione. Tali valori sono, tuttavia, sono da considerarsi indicativi in quanto soggetti a variazione in base al contesto ed alla disciplina d'utilizzo.
La V di Cramer può, inoltre, essere calcolata anche per variabili che presentano più di due livelli.
Per tabelle {\displaystyle 2\times 2,} la V di Cramer è equivalente al valore assoluto del coefficiente phi (indicato anche come {\displaystyle \phi }, {\displaystyle \varphi } o rφ). Il coefficiente phi viene, infatti, calcolato come:
{\displaystyle |\phi |={\sqrt {\frac {\chi ^{2}}{n}}}.}
Per la formula della V di Cramer vale, quindi, la seguente uguaglianza:
{\displaystyle V={\sqrt {\frac {\phi ^{2}}{\min(k-1,r-1)}}}={\sqrt {\frac {\chi ^{2}/n}{\min(k-1,r-1)}}}.}

## Correzione
Lo stimatore della V di Cramer utilizzato può essere soggetto a distorsione per cui, nel 2012, è stata proposta una correzione da Wicher Bergsma.
Sotto l'ipotesi di indipendenza, vale la seguente relazione:
{\displaystyle E[\phi ^{2}]={\frac {(k-1)(r-1)}{n-1}}.}
Di conseguenza, venne inizialmente proposta da Čuprov la correzione:
{\displaystyle {\tilde {\phi }}^{2}=\phi ^{2}-{\frac {(k-1)(r-1)}{n-1}}.}
Tale correzione, tuttavia, presenta un problema in quanto {\displaystyle {\tilde {\phi }}^{2}} può assumere un valore negativo, per cui è stata proposta la nuova correzione:
{\displaystyle {\tilde {\phi }}^{2}=\max \left(0,\phi ^{2}-{\frac {(k-1)(r-1)}{n-1}}\right).}
Questo tipo di correzione, però, fa sì che la radice quadrata dell'errore quadratico medio sia diversa da zero quando vi sia completa dipendenza, per cui è stata proposta la seguente formula finale:
{\displaystyle {\tilde {V}}={\sqrt {\frac {{\tilde {\phi }}^{2}}{\min({\tilde {k}}-1,{\tilde {r}}-1)}}},}
con
{\displaystyle {\tilde {k}}=k-{\frac {(k-1)^{2}}{n-1}},}
{\displaystyle {\tilde {r}}=r-{\frac {(r-1)^{2}}{n-1}}.}

## Software
Nell'ambiente statistico R, è possibile calcolare la V di Cramer tramite le seguenti funzioni: 
1. cramerV() presente nella libreria rcompanion[3];
2. cramersV() acclusa alla libreria lsr[4].
3. assocstats() presente nella libreria vcd[5];
4. cramer.v() acclusa alla libreria questionr[6];

VassarStat: Sezione on-line in grado di calcolare il Test del Chi Quadrato e la V di Cramer da tabelle di contingenza fino ad un massimo di 5X5.
Free Math Help Resources: Sezione on-line in grado di calcolare la V di Cramer da tabelle di contingenza.